# Ambulantes Assessment
Ambulantes Assessment bedeutet Datenerfassung im Alltag der Untersuchten. Die Daten werden ambulant („beweglich“) erhoben im Unterschied zu einer stationären, an Standorte wie Klinik oder Labor gebundenen Messung. Das aktuelle Erleben und das Verhalten werden zeitnah in der jeweiligen konkreten Situation erfasst. Darüber hinaus können die in der Psychophysiologie verwendeten Rekorder auch die Bewegungsaktivität (Accelerometrie) sowie verschiedene physiologische Messwerte registrieren. So ist zu erkennen, wie psychische und körperliche Veränderungen zusammenhängen. In der Medizin hat sich das ambulante 24-Stunden-Monitoring (Überwachung) bewährt, beispielsweise um Patienten mit Bluthochdruck unter alltäglichen Lebensbedingungen zu untersuchen.

## Definition
Ambulantes Assessment bedeutet Datenerhebung im Alltag der Untersuchten, heute meist mit computer-unterstützter Methodik, um Auskünfte über das momentane Befinden und Verhalten (Selbstberichte), Verhaltensmaße, Bewegungsverhalten und physiologische Messwerte aufzuzeichnen. Außerdem werden meist objektive Rahmenbedingungen (engl. Setting) wie Aufenthaltsort, Tätigkeit, Anwesenheit anderer Personen sowie die subjektive Bewertungen der Situation erfasst.
Die in den 1970er Jahren von Mihály Csíkszentmihályi und Mitarbeitern in Chicago entwickelte Experience Sampling Method ESM war im Unterschied zu den ersten deutschen Forschungsarbeiten von Kurt Pawlik und Lothar Buse ursprünglich keine computerunterstützte Methode, sondern benutzte eine programmierte Uhr und Fragebogen in gehefteter Form (Booklet).
Ambulantes Assessment ist der im deutschen Sprachraum inzwischen verbreitete und umfassende Begriff für die Datenerfassung im Alltag. Dagegen beziehen sich ähnliche Begriffe wie Ecological Momentary Assessment EMA, Experience Sampling Method ESM, Time Sampling Diary TSD oder electronic diary (elektronisches Tagebuch) in der Regel nur auf die tagebuchartige Erfassung aktueller Selbstberichte und nicht auf Verhaltensdaten und physiologische Messungen.
Die systematische Erfassung, Beobachtung und Überwachung eines Vorgangs mit der Absicht steuernd einzugreifen, falls der gewünschte Verlauf nicht eintritt, wird als Monitoring bezeichnet (siehe Biomonitoring, Patientenmonitoring). Demgegenüber ist das ambulante Assessment nicht auf Überwachungsfunktionen festgelegt, sondern hat vielseitige Anwendungsmöglichkeiten und steht als „Felduntersuchung“ in einem Gegensatz zum psychologischen Experiment in einem Labor (als „künstlicher“ Situation) oder einer nachträglichen Datenerhebung, wenn die Situation nicht mehr präsent ist (z. B. abendliche Beantwortung von Fragen zum Stress-Erleben in bestimmten Situationen des Tages).

## Methoden und allgemeine Assessmentstrategien
Zu festgelegten Zeiten fordert ein kleiner tragbarer Computer, ein Personal Digital Assistant (hand-held PC), zur Eingabe des vereinbarten Berichts auf, beispielsweise über Aufenthaltsort und Tätigkeit, über Befindlichkeit, körperliche Beschwerden und Symptome. Eine andere Version ist, dass die Person den Eingabezeitpunkt selbst bestimmt, sobald sie sich in einer bestimmten Situation befindet.
Heute sind die computerunterstützten Methoden so weit entwickelt, dass sie sich für verschiedene Daten eignen:
- Selbstberichte über Aufenthaltsort, Tätigkeit, Anwesenheit anderer Personen (sog. Setting);
- Auskünfte über Befindlichkeit, Symptome, Kommentare zum Alltagsgeschehen sowie zur aktuellen Untersuchung;
- psychologische Testergebnisse unter Feldbedingungen;
- Verhaltensbeobachtungen und Fremdwahrnehmungsdaten;
- Verhaltensmessungen, Sprechaktivität, körperliche Aktivität und Bewegungsmuster;
- Umweltbedingungen, Lärm, Helligkeit, Temperatur usw.;
- physiologische Messwerte in kontinuierlicher und automatischer Registrierung;
- medizinische Parameter aufgrund von Selbst-Messungen (siehe Fahrenberg, Leonhart und Foerster, 2002).

Ein „elektronisches Tagebuch“ hat im Vergleich zu den konventionellen „Papier-und-Bleistift“-Methoden (Fragebogen, Persönlichkeitsfragebogen) den wichtigen Vorzug der zeitliche Nähe zur Situation, die beurteilt werden soll, wobei sich Gedächtniseffekte und Bewertungen weniger auswirken werden als bei einem zeitlichen Abstand. Solche computer-unterstützten Selbstberichte sind aktuelle und situationsbezogene Aussagen, die mit einer genauen Zeitangabe verankert sind. Im Allgemeinen werden sie durch ihre größere Verhaltensnähe gültiger und überzeugender sein als die Antworten in einem später ausgefüllten Fragebogen. Die technische Zuverlässigkeit der computerunterstützten Datenerhebung übertrifft jene der Fragebogenmethodik, und die genaue zeitliche Protokollierung der Eingaben kontrolliert zugleich die Zuverlässigkeit – statt nur darauf zu hoffen, dass alle Untersuchten sich auch im Alltag an den vereinbarten Terminplan für ihre Selbstberichte halten werden. Weitere praktische Vorzüge der computer-unterstützten Selbstberichte sind die flexible Programmierung der Fragen und Antwortmöglichkeiten sowie der einfache Datentransfer. Hinzu kommen die neueren Kommunikationstechniken: die uni- oder bidirektionale Kommunikation mit Untersuchungsleitern oder Therapeuten über Mobiltelefon (Handy) sowie die Webanwendungen mit den Möglichkeiten des Datentransfers und der Datenanalyse in Echtzeit, ggf. mit Rückmeldung an die Untersuchten.
Mit modernen Aufzeichnungs- und Auswertungssystemen sind auch wichtige physiologische Funktionen unter Alltagsbedingungen zu registrieren, u. a. das Elektrokardiogramm (Herzfrequenz), Blutdruck, Atmung, Hauttemperatur und motorische Funktionen (Accelerometrie). Inzwischen gibt es eine Vielzahl portabler Datenerfassungs-Systeme mit vielseitiger Software (Ebner-Priemer und Kubiak, 2007; Myrtek, Foerster und Brügner, 2001). Eine vielversprechende Methodik ist die Aufzeichnung von Sprechaktivität und Umweltgeräuschen, wenn die Teilnehmer dazu bereit sind. Auf diese Weise können nach einer Eingewöhnung alltagsnahe Daten, u. a. über die soziale Umgebung, soziale Interaktionen, Gewohnheiten, Hinweise z. B. auf depressive Stimmungsänderungen, gewonnen werden (Mehl & Holleran, 2007).
Die psychologische Beurteilung der ambulant erhobenen Daten ist grundsätzlich auf Informationen über den jeweiligen Kontext (Rahmenbedingungen, engl. setting) angewiesen. Hierzu dienen meist Selbstberichte, seltener Verhaltensbeobachtungen. Darüber hinaus können wichtige Umgebungsbedingungen gemessen werden.

## Anwendungen
Während das Ambulante Monitoring in der Medizin vorwiegend der Diagnostik und der Überwachung von Risikopatienten, u. a. bei Herz-Kreislauf-Erkrankungen, dient, sind die Aufgaben des Ambulanten Assessment in der Psychologie vielseitiger. Auch in der Arbeitspsychologie und Klinischen Psychologie gibt es Überwachungsaufgaben, z. B. an riskanten Arbeitsplätzen oder als Selbst-Monitoring bei bestimmten chronischen Gesundheitsstörungen oder Verhaltensproblemen.
Für viele andere Fragestellungen sind Verhaltens- und Erlebnisdaten aus dem Alltag wesentlich. Hier wird das Ambulante Assessment künftig die Methode der Wahl sein statt der gegenwärtig weithin dominierenden Fragebogen. Arbeit und Gesundheit bilden wichtige Forschungs- und Praxisfelder, die eine alltagsnahe Datenerhebung erfordern. Beispiele sind die gründliche Erfassung von Arbeitsbelastungen, das Schmerztagebuch bei chronischer Schmerzkrankheit und die Diagnostik und Therapiekontrolle bei Patienten mit einer Panikstörung (Anwendungen für das Gebiet der Klinischen Psychologie und Psychiatrie, siehe Wilhelm und Perrez, 2008).
Beim Blutdruck-Monitoring hat sich gezeigt, dass die Messungen in der ärztlichen Praxis und im Forschungslabor häufig nicht mit den Messwerten im Alltag übereinstimmen (Blutdruckmessung, Weißkittelhypertonie). Auch auf anderen Gebieten könnte es systematische Fehler mangels alltagsnaher Daten geben.

## Kritik
Die meisten Untersucher berichteten, dass die Akzeptanz der computer-unterstützten Methoden, d. h. der Geräte und der Anforderungen, in der Regel gut ist. Der Sinn von Schmerztagebüchern (pain diaries) im Hinblick auf die Erprobung und Einstellung der optimalen Medikation ist ebenso einleuchtend wie der praktische Nutzen der Blutdruckmessung unter Alltagsbedingungen. Eine unerwünschte, methodenbedingte Reaktivität kann sich – je nach Untersuchungsplan – in unterschiedlichen Effekten äußern. Nur ein Teil der Untersuchten meinte, dass sich die objektive Selbstaufmerksamkeit durch die regelmäßigen Selbstberichte erhöht habe. Von einem elektronischen Tagebuch mehrmals am Tag angepiepst zu werden, kann nach einiger Zeit lästig werden, zumindest in bestimmten Situationen. Deshalb sollte die Programmierung vorsehen, dass der Selbstbericht ggf. aufgeschoben werden kann. Demgegenüber sind die aufgeklebten Elektroden für ein Langzeit-EKG oder die Sensoren der accelerometrischen Bewegungsmessung so unaufdringlich, dass sie lange Zeit einfach vergessen werden können.
Die Grenzen des Ambulanten Monitoring und Assessment werden deutlich, wenn sich bei einzelnen Personen eine starke methodenbedingte Reaktivität zeigt oder wenn sich im Alltagsleben verschiedene Störeffekte überlagern. Inzwischen wurden Kontrollstrategien entwickelt, um möglichst die interessierenden von den störenden Effekten abzugrenzen.
Alltagsnahe Aufzeichnungen könnten mehr als andere Untersuchungsmethoden in den Bereich der Privatsphäre eindringen, d. h. ein Teilnehmer könnte in nicht vorhersehbare Situationen kommen, deren Registrierung unerwünscht ist. Deshalb sollte diese Möglichkeit bereits angesprochen werden, wenn die informierte Zustimmung des Teilnehmers eingeholt wird. Außerdem könnte es, insbesondere bei Audio-Aufzeichnungen vorkommen, dass unabsichtlich andere Personen einbezogen werden. Solche problematische Aspekte sind rückblickend zu klären – bis zum vollständigen Löschen von Daten.
Das ambulante Assessment kann Fehlschlüsse vermeiden helfen und bleibt die wichtigste Methodik, wenn es auf die psychologische Situation, die Verhaltensunterschiede oder die Verhaltensstörungen im alltäglichen Leben ankommt.